# كالابيانا
كالابيانا (بالإيطالية: Callabiana)‏ هي بلدية في مقاطعة بييلا في إقليم بييمونتي في إيطاليا.

## السكان
في سنة 1861 بلغ عدد السكان 748 نسمة، وتطور العدد ليصل في سنة 2011 لـ 149 نسمة.
يظهر هذا المخطط البياني تطور النمو السكاني لـ كالابيانا

## معرض صور

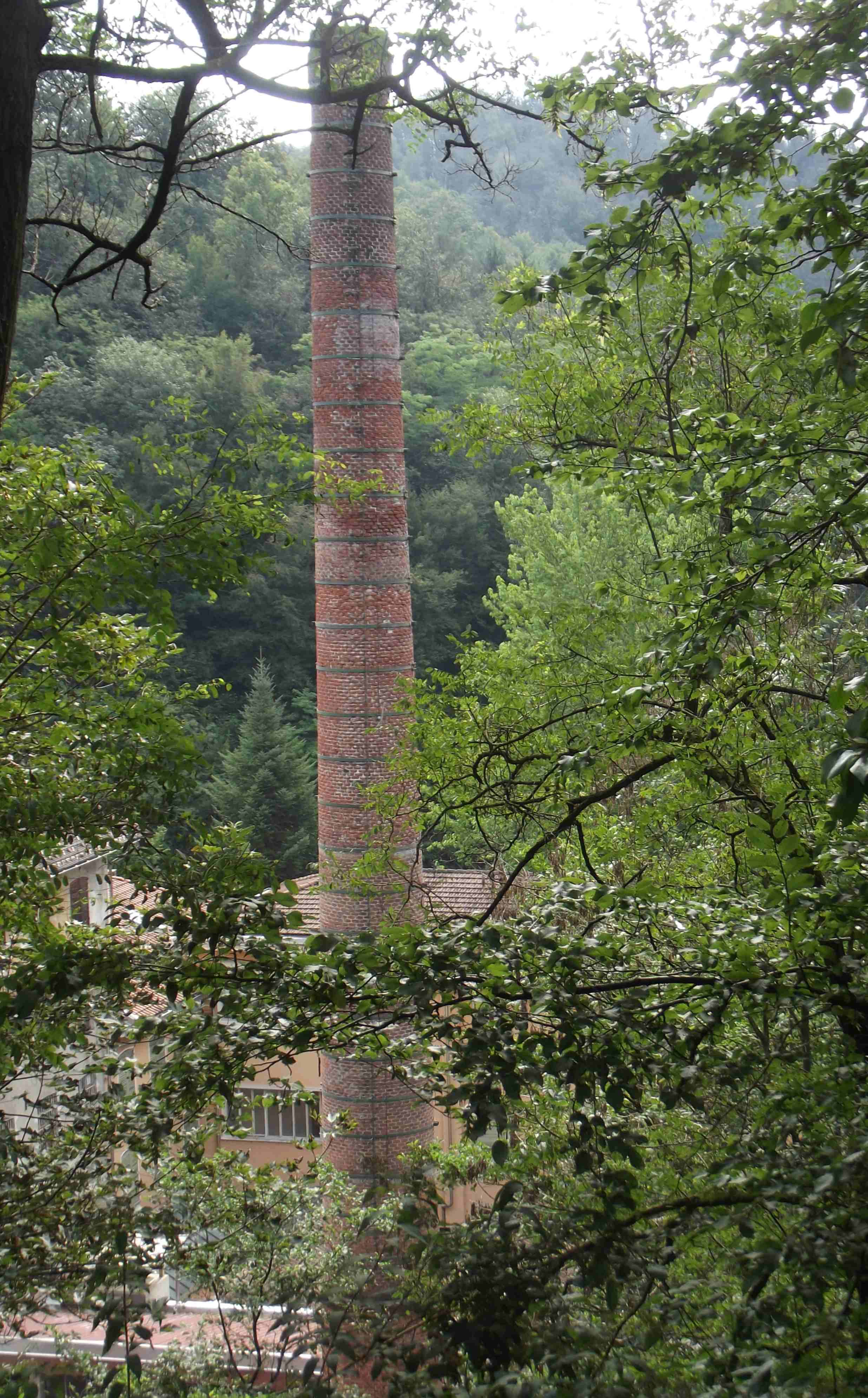
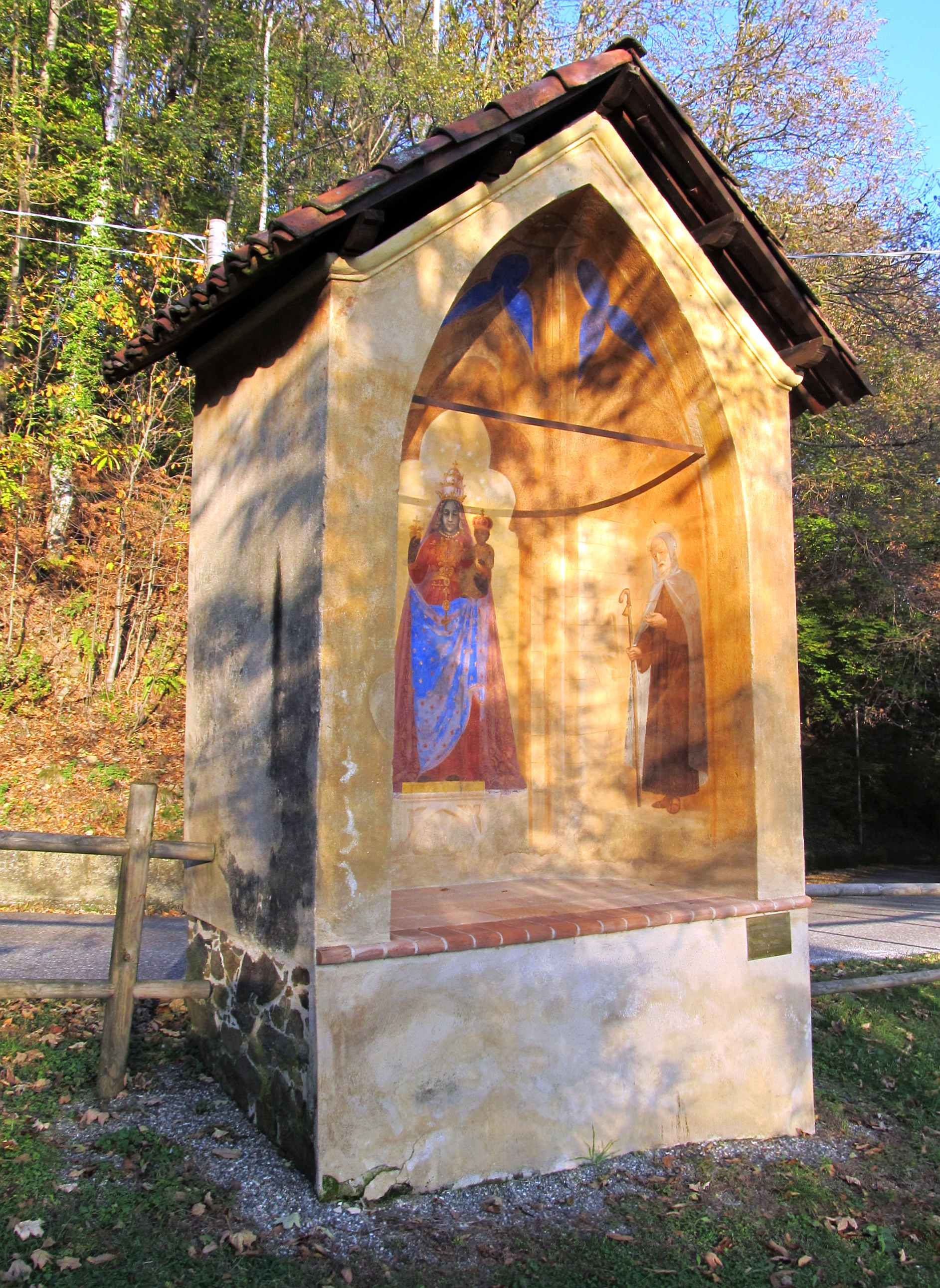
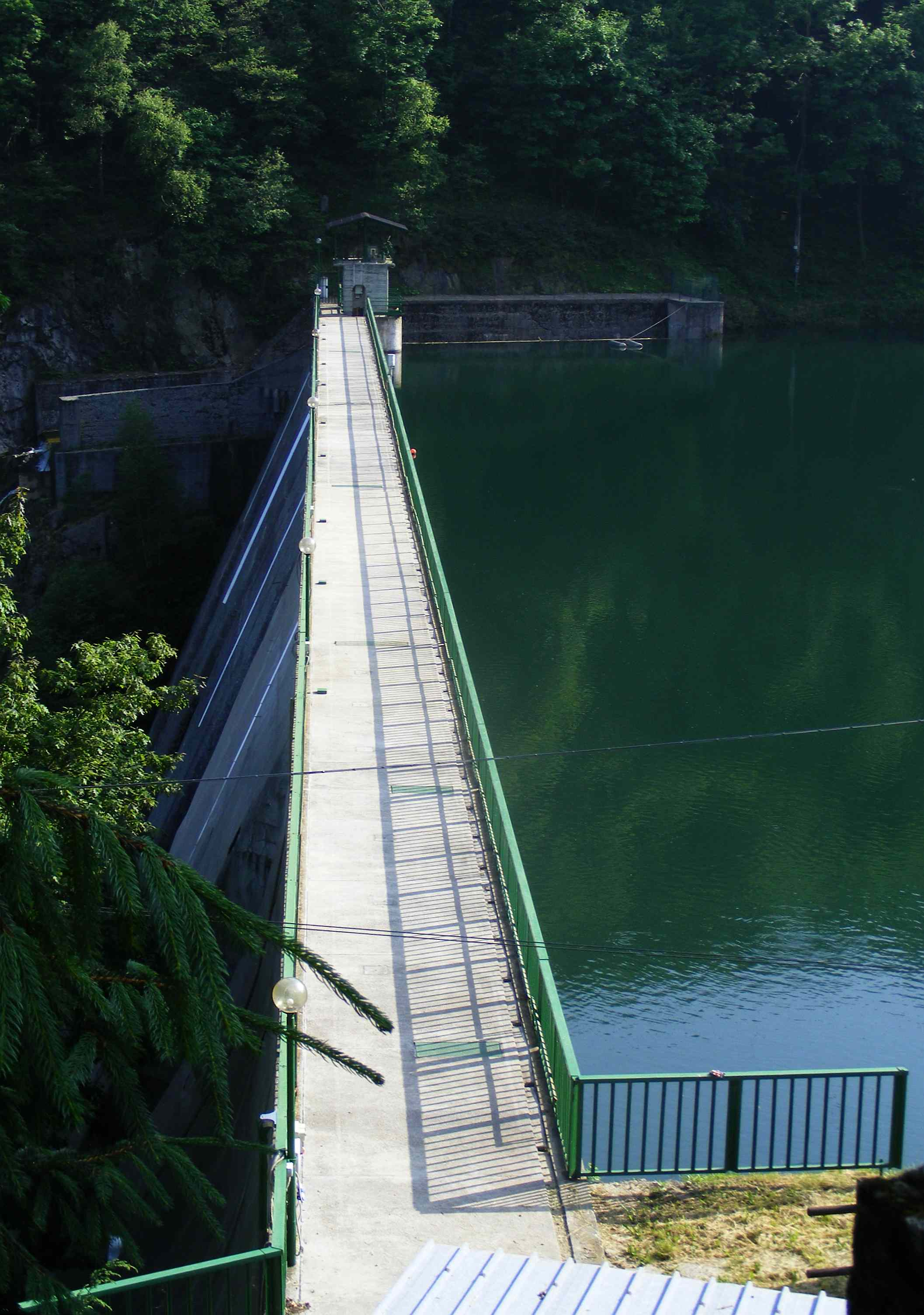
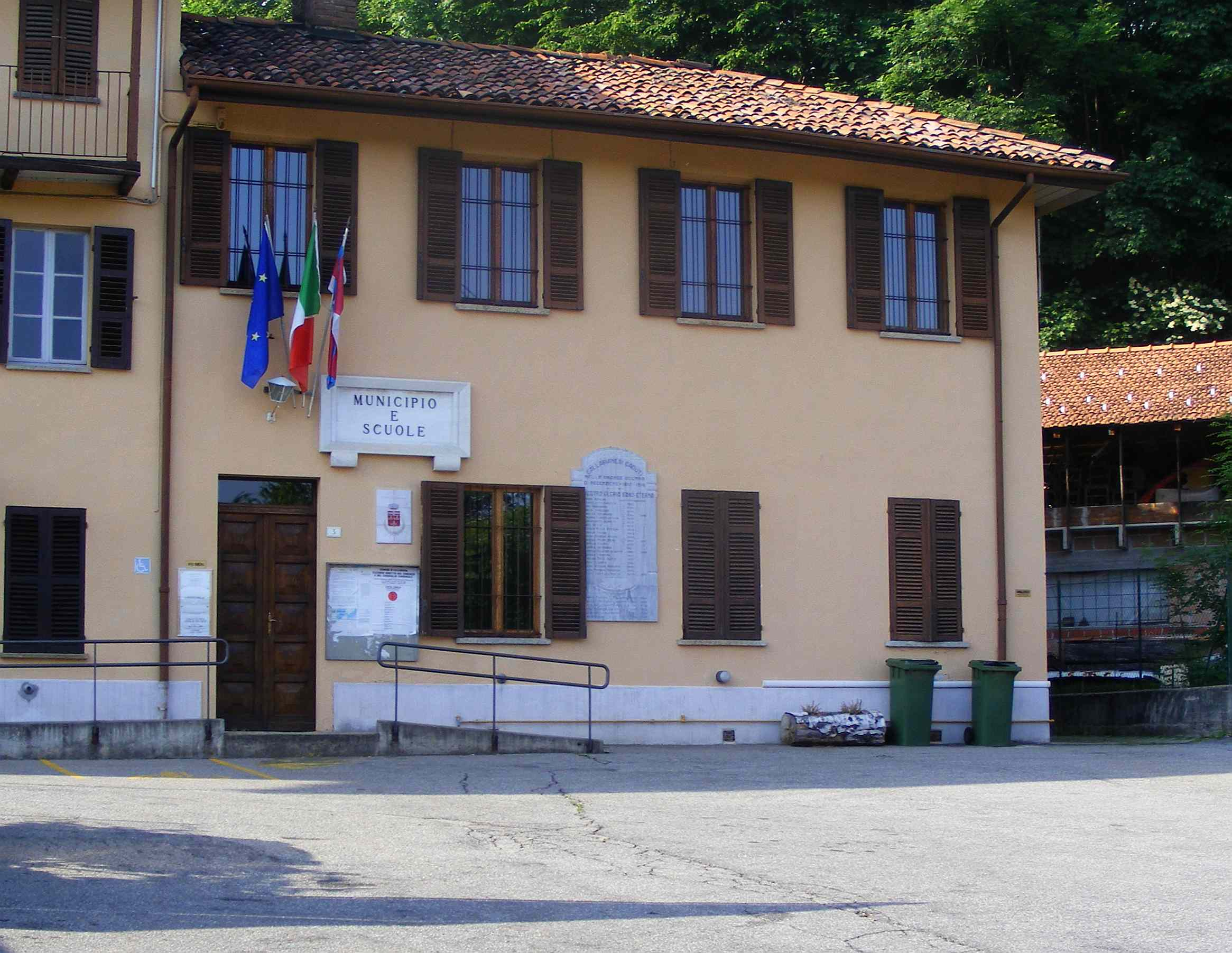